# Amanota interna
Amanota interna – gatunek chrząszcza z rodziny kusakowatych i podrodziny rydzenic.
Gatunek ten opisał po raz pierwszy w 1995 roku Roberto Pace na łamach „Revue suisse de Zoologie”. Jako lokalizację typową wskazano okolice Ishiary w kenijskim hrabstwie Embu.
Chrząszcz o błyszczącym, wydłużonym w zarysie ciele długości 2,1 mm. Głowa jest rudobrązowa, pozbawiona siateczkowania i z niemal niewidocznym punktowaniem. Czułki mają człony pierwszy i drugi rude, człony od trzeciego do dziesiątego rudobrązowe, a człon jedenasty żółty. Rudobrązowe przedplecze ma zatarte ziarenkowanie w tylnej połowie. Również rudobrązowe pokrywy są wyraźnie punktowane i wyraźnie siateczkowane. Kolor odnóży jest rudobrązowy z rudożółtymi nasadami ud i stopami. Odwłok jest rudobrązowy z brązowymi wolnymi urotergitami czwartego i piątego segmentu. Na urotergitach występuje powierzchowne punktowanie, brak natomiast siateczkowania.
Owad afrotropikalny, znany wyłącznie z Kenii. Spotkany na rzędnych 900 m n.p.m.